# アエロフロート2230便墜落事故
アエロフロート2230便墜落事故（アエロフロート2230びんついらくじこ）は、1967年11月16日に発生した航空事故である。コルツォヴォ国際空港からタシュケント国際空港へ向かっていたアエロフロート2230便（イリューシン Il-18V）が離陸直後に墜落し、乗員乗客107人全員が死亡した。この事故は当時ソ連で発生した航空事故の中で最悪の事故であり、またイリューシン Il-18による航空事故の中でも最悪の事故であった。

## 事故機
事故機のイリューシン Il-18V（CCCP-75538）は製造番号184007002として製造され、1964年に初飛行した。エンジンはイーウチェンコ AI-20Kを搭載しており、総飛行時間は5,326時間、総飛行サイクルは2,111回であった。

## 事故の経緯
事故当時、コルツォヴォ国際空港の空は高度150～170mの層状の雲に覆われ、視界は6kmであった。2230便は76度の方向に向かって離陸を開始した。現地時間21時02分40秒、2230便は空港のディスパッチャーに離陸することを報告した。2230便は時速340～350km/hで滑走路の端から1,900m（離陸滑走開始地点から4,300m）の地点において高度140～150mに到達したが、突然右に急旋回し、地面に向かって急降下した。その後、対気速度400km/h、垂直速度20m/sで2230便は約37度右に傾いて滑走路端から2,900mの地点の耕作地に右翼から墜落した。機体の残骸は未舗装の道路を横切り、長さ320mの範囲に散乱した。この事故で乗員乗客107人全員が死亡した。

## 事故原因
機体の全てのユニットとアセンブリが完全に破壊されたため、事故調査委員会は事故原因を特定することができなかった。主な原因として次の2つが推測された。
1. 第4エンジン（機体の一番右）のシステムの故障により、一時的に逆噴射状態になった。
2. Put-1Mディレクターの計器のシステムの要素に不具合が生じ、姿勢指示器の誤表示に繋がった。

これらのいずれかが他の要因と組み合わさったことで大惨事に繋がった可能性があるとされている。